# Гожковице (гмина)
Гожковице (пол. Gorzkowice) — сельская гмина (волость) в Польше, входит как административная единица в Пётркувский повет, Лодзинское воеводство. Население — 8651 человек (на 2004 год).

## Административный центр
Функцию административного центра гмины исполняет село Гожковице.

## Сельские округа
1. Буйнице
2. Буйнички
3. Цешановице
4. Данишевице
5. Гожковице
6. Гожковички
7. Госцинна
8. Грабостув
9. Колёня-Кшеменевице
10. Коткув
11. Кросно
12. Кшеменевице
13. Марянек
14. Плюцице
15. Собакув
16. Собакувек
17. Щепановице
18. Щукоцице
19. Вилькошевице
20. Воля-Котковска
21. Жуховице

## Прочие поселения
1. Бялек
2. Боженцин
3. Буйнице-ЗР
4. Буковина
5. Черно
6. Гуры-Рдултовске
7. Гожендув-Колёня
8. Грабовец
9. Ядвинув
10. Юзефина
11. Каменны-Мост
12. Колёня-Буйнице
13. Колёня-Коткув
14. Колёня-Плюцице
15. Колёня-Жуховице
16. Коморники
17. Копанина
18. Кросно-Бядув
19. Кросно-Бугай
20. Кросно-Домбровы
21. Кросно-Хубы
22. Кросно-Людвикув
23. Пеньки-Гожковске
24. Пеньки-Столярске
25. Поремба-Собакув
26. Поросло
27. Рдултовице
28. Рогув
29. Рышардув
30. Сосновец

## Соседние гмины
1. Гмина Гомунице
2. Гмина Каменьск
3. Гмина Кодромб
4. Гмина Ленки-Шляхецке
5. Гмина Масловице
6. Гмина Розпша